# Conde de Dartmouth
O título Conde de Dartmouth foi criado no Pariato da Grã-Bretanha em 1711 para William Legge, 2º Barão Dartmouth. O conde possui dois títulos subsidiários: Visconde Lewisham (1711) e Barão Dartmouth (1682). A propriedade da família é Woodsome Hall, em Yorkshire. Dartmouth Park, em Londres, também pertence à família Legge.

## Barões Dartmouth (1682)
- George Legge, 1.º Barão Dartmouth (1647-1691)
- William Legge, 2.º Barão Dartmouth (1672-1750), tornou-se Conde de Dartmouth em 1711.

## Condes de Dartmouth (1711)
- William Legge, 1.º Conde de Dartmouth (1672-1750)
  - George Leggem Viscount Lewisham (1703–1732)
    -  William Legge, 2.º Conde de Dartmouth (1731-1801)
      -  George Legge, 3.º Conde de Dartmouth (1755-1810)
        -  William Legge, 4.º Conde de Dartmouth (1784-1853)
          -  William Walter Legge, 5.º Conde de Dartmouth (1823-1891)
            -  William Heneage Legge, 6.º Conde de Dartmouth (1851-1936)
              -  William Legge, 7.º Conde de Dartmouth (1881-1958)
              -  Humphry Legge, 8.º Conde de Dartmouth (1888-1962)
                -  Gerald Humphry Legge, 9.º Conde de Dartmouth (1924-1997)
                  -  William Legge, 10.º Conde de Dartmouth (n. 1949)
                  - (1) Hon. Rupert Legge (born 1951)
                    - (2) Edward Peregrine Legge (born 1986)

                  - (3) Hon. Henry Legge (born 1968)

            - Hon. Sir Henry Charles Legge (1852–1924)
              - Lt. Nigel Walter Legge-Bourke (1889–1914)
                - Maj. Sir (Edward Alexander) Henry Legge-Bourke (1914–1973)
                  - William Nigel Henry Legge-Bourke (1939–2009)
                    - (4) Harry Russell Legge-Bourke (born 1972)
                      - (5) Lachlan Legge-Bourke (born 2003)

                  - (6) Heneage Legge-Bourke (born 1948)
                    - (7) Edward Alexander Heneage Legge-Bourke (born 1984)